# IC 2729
IC 2729 ist eine Spiralgalaxie vom Hubble-Typ S im Sternbild Löwe auf der Ekliptik. Sie ist schätzungsweise 1 Milliarde Lichtjahre von der Milchstraße entfernt und hat einen Durchmesser von etwa 95.000 Lichtjahren.

Im selben Himmelsareal befinden sich u. a. die Galaxien NGC 3627, NGC 3628, IC 2725, IC 2745.
Das Objekt wurde am 27. März 1906 von Max Wolf entdeckt.